# Apamea obsoleta
Apamea obsoleta là một loài bướm đêm trong họ Noctuidae.